# Derventa (gmina Milići)
Derventa (cyr. Дервента) – wieś w Bośni i Hercegowinie, w Republice Serbskiej, w gminie Milići. W 2013 roku liczyła 256 mieszkańców.